# Liste der Mitglieder der American Academy of Arts and Sciences/1856
Im Jahr 1856 wählte die American Academy of Arts and Sciences 15 Personen zu ihren Mitgliedern.

## Neugewählte Mitglieder
- Thomas Greaves Cary (1792–1859)
- Henry James Clark (1826–1873)
- George Edward Ellis (1814–1894)
- Nathaniel Langdon Frothingham (1793–1870)
- Benjamin Apthorp Gould senior (1787–1859)
- Isaac Hays (1796–1879)
- John Benjamin Henck (1815–1903)
- Laurens Perseus Hickok (1798–1888)
- Manuel John Johnson (1805–1859)
- John Stuart Mill (1806–1873)
- Christian Heinrich Friedrich Peters (1813–1890)
- Evangelinus Apostolides Sophocles (1805–1883)
- Charles James Sprague (1823–1903)
- Henry Warren Torrey (1814–1893)
- George Bacon Wood (1797–1879)